# Марьяновка (Мордовия)
Марья́новка — село в Большеберезниковском районе Мордовии. Административный центр Марьяновского сельского поселения.

## География
Расположено на речке Нерлейке, в 5 км от районного центра и 35 км от железнодорожной станции Чамзинка.

## Название
Название-антропоним: от имени одной из владелиц села Марьяны.До строительства Успенской церки (70ые годы 19 века) деревня называлась-Марьино 

## История
По данным 1859 года, в Марьяновке функционировал винокуренный завод (с 1902 года — спиртзавод «Владимиро-Марьяновский»).
В «Списке населённых мест Симбирской губернии» (1863) Марьяновка — деревня владельческая из 82 дворов (794 чел.) Карсунского уезда. 
В 1876 году помещиком А. А. Араповым был построен каменный храм. Престол в нём в честь Успения Пресвятые Богородицы (ныне действующая). 
На 1900 год прихожан в с. Марьяновке в 120 дворах жило: 478 м. и 481 ж.;
К 1913 году здесь проживали 1 159 чел.; была построена паровая мельница.
В 1930-е гг. был создан колхоз, с 1959 года — совхоз «Владимиро-Марьяновский». В 2000 году на базе совхоза и спиртзавода было образовано ООО «Заводское».

## Инфраструктура
Основная школа, библиотека, Дом культуры, медпункт, 2 магазина.

## Население
На 2001 год население составляло 737 человек.
| 2002 | 2010 |
| ---- | ---- |
| 746  | ↘717 |

## Достопримечательности
- Церковь Успения Пресвятой Богородицы[5].
- Памятник односельчанам, погибшим в годы Великой Отечественной войны.
- В окрестностях Марьяновки расположены 8 поселений разных эпох (археологические памятники)[источник не указан 2808 дней].

## Источник
- Энциклопедия Мордовия, О. В. Дулкин.
- М. Репьев «Симбирский край». — Париж, 1935. — С. 441.
- Н. Баженов «Статистическое описание соборов, монастырей, приходских и домашних церквей Симбирской епархии по данным 1900 г.», Приложение к Симбирским Епархиальным Ведомостям за 1903 год, Симбирск.